# هيرو موتوكورب
هيرو موتوكورب هي شركة هندية متعددة الجنسيات تقوم بتصنيع الدرجات النارية والسكوتر ومقرها في نيودلهي،الهند.الشركة هي أكبر شركة تصنيع ذات عجلتين في العالم.